# Burg Laurenburg
Die Burg Laurenburg ist eine Burgruine oberhalb der Lahn bei Laurenburg im Rhein-Lahn-Kreis in Rheinland-Pfalz.

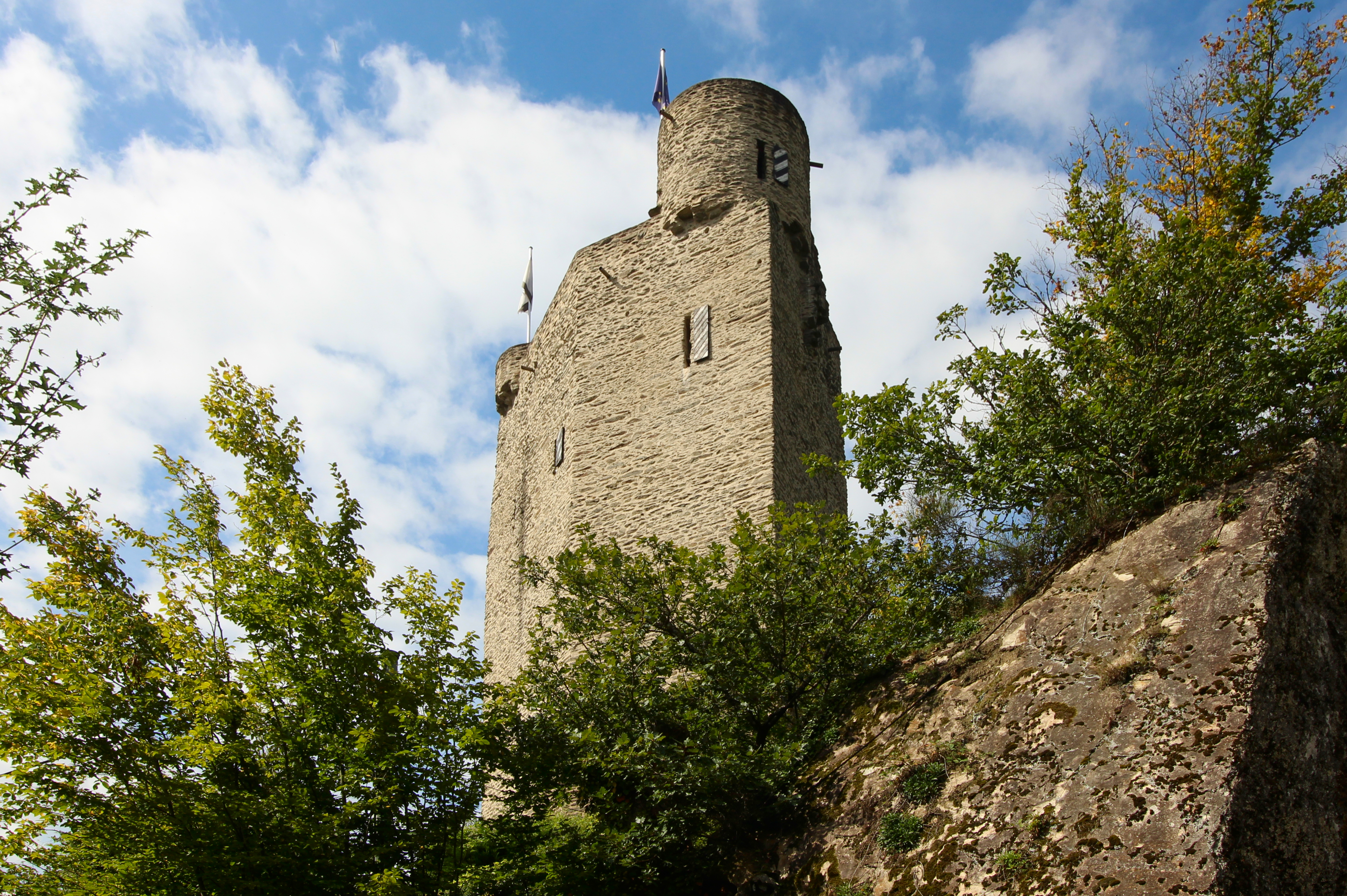
Der Bergfried (2021)

## Lage
Die Burg Laurenburg liegt auf einem 178,9 m ü. NHN hohen Ausläufer des Turmbergs, der sich zwischen den Tälern der Lahn im Süden und des Waselbachs im Westen auf der Gemarkung der Ortsgemeinde Laurenburg erhebt. Die Burg ist von Laurenburg oder Scheidt über die Kreisstraße K 23 zu erreichen, die etwa 100 m östlich der Burg vorbeiführt.

## Geschichte
Die Anlage wurde um 1090 errichtet, was sehr früh für eine Hangburg ist. Erste urkundliche Erwähnung der Burg war 1093. Erbauer waren Graf Dudo von Laurenburg, der erste namentlich bekannte Vertreter des Hauses Nassau, und dessen namentlich nicht genannter Vater Ruprecht. Zuvor hatte das Geschlecht seinen Sitz vermutlich in Lipporn. Bereits wenige Jahrzehnte später im 12. Jahrhundert verlegten die Grafen ihren Sitz nach Nassau, nach dem sie sich von da an benannten.
1343 schlossen Adolf von Nassau und sein Bruder Johann einen Burgfrieden für die Laurenburg. 1347 kaufen die Ritter Dietrich von Staffel und Friedrich Brenner die Hälfte der Burg Laurenburg von Graf Johann von Nassau-Hadamar, dessen Frau und dessen Bruder Emich. 1354 trägt Graf Adolf von Nassau-Idstein im Rahmen des Wittums seiner Gattin seine Hälfte der Burg dem Erzbischof Balduin von Trier zu Lehen auf. Für die Laurenburg folgten mehrere Besitzerwechsel. Als der aus Niederhadamar stammende Feldherr Peter Melander von Holzappel die Burg 1643 kaufte, war sie verfallen. Lediglich der fünfeckige Bergfried wurde in neuerer Zeit mehrfach in Stand gesetzt. Unterhalb der Burg wurde 1800 das Schloss Laurenburg errichtet.

## Anlage

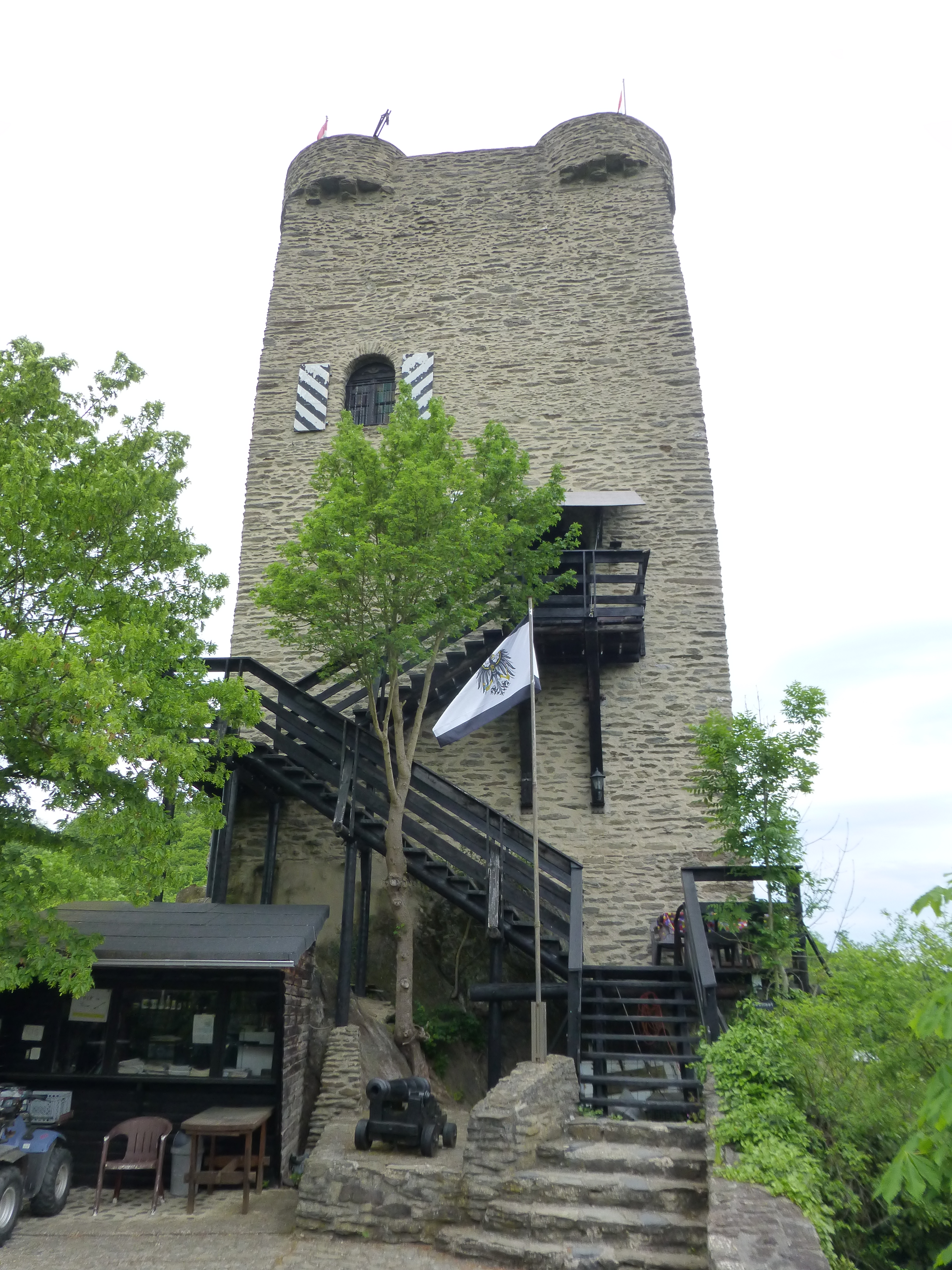
Westansicht des Bergfrieds (2016)

Von der ursprünglichen Hangburg sind keine Reste mehr vorhanden. Der 22 Meter hohe viergeschossige Bergfried stammt vermutlich aus dem 12. oder 13. Jahrhundert. An seiner Westseite führt eine außen angebrachte Holztreppe zum Hocheingang, hinter dem der Rittersaal liegt. Von hier erreicht man über eine Holztreppe das darüber liegende Wohngeschoß und von dort in einem an der Ostecke des Bergfrieds eingebauten Treppenturm über eine Wendeltreppe die Aussichtsplattform.
Weitere Bestandteile der Anlage waren Ringmauer und Halsgraben.

## Heutige Nutzung
Die Burg ist heute in Privatbesitz, im Außenbereich jedoch frei zugänglich. Der Bergfried kann besichtigt und bestiegen werden. Von seiner Plattform bietet sich ein sehr guter Blick auf Laurenburg und ins Lahntal.
Der Rittersaal beherbergt heute ein kleines Militärmuseum und kann für Hochzeiten als Trauzimmer genutzt werden. Heute gehört sie zu den Kulturdenkmälern in Laurenburg.